# Cao Mạnh Linh
Cao Mạnh Linh (sinh ngày 23 tháng 1 năm 1982) là Đại biểu Quốc hội nước Cộng hòa xã hội chủ nghĩa Việt Nam. Ông hiện là Ủy viên thường trực Ủy ban Tư pháp của Quốc hội, Đại biểu Quốc hội khóa XV từ Thanh Hóa. Ông từng là Ủy viên chuyên trách Ủy ban Tư pháp của Quốc hội khóa XV, Phó Vụ trưởng Vụ Tư pháp, Văn phòng Quốc hội, Thư ký Ủy viên Bộ Chính trị, Phó Chủ tịch Thường trực Quốc hội Tòng Thị Phóng.
Cao Mạnh Linh là đảng viên Đảng Cộng sản Việt Nam, học vị Cử nhân Kinh tế, Tiến sĩ Luật, Cao cấp lý luận chính trị. Ông có sự nghiệp đều công tác ở các cơ quan, tổ chức của Quốc hội.

## Xuất thân và giáo dục
Cao Mạnh Linh sinh ngày 23 tháng 1 năm 1982, quê quán tại phường Cổ Nhuế 2, quận Bắc Từ Liêm, thành phố Hà Nội. Ông lớn lên và tốt nghiệp phổ thông ở thủ đô, theo học đại học ở Hà Nội và có hai bằng đại học gồm Cử nhân Kinh tế và Cử nhân Luật, sau đó học cao học, rồi là nghiên cứu sinh luật học ở Trường Đại học Luật Hà Nội, bảo vệ thành công luận án tiến sĩ đề tài "Chức năng giám sát của Ủy ban tư pháp của Quốc hội Việt Nam hiện nay", trở thành Tiến sĩ Luật vào năm 2020. Ông được kết nạp Đảng Cộng sản Việt Nam vào ngày 4 tháng 6 năm 2008, trở thành đảng viên chính thức sau đó 1 năm, từng theo học các khóa chính trị ở Học viện Chính trị Quốc gia Hồ Chí Minh và tốt nghiệp Cao cấp lý luận chính trị.

## Sự nghiệp
Tháng 8 năm 2004, sau khi tốt nghiệp đại học, Cao Mạnh Linh được tuyển dụng công chức vào Văn phòng Quốc hội, được bổ nhiệm làm Chuyên viên Vụ Pháp luật của Văn phòng Quốc hội. Ông công tác ở đây 3 năm, đến tháng 8 năm 2007 thì được chuyển sang làm Chuyên viên Vụ Tư pháp, công tác liên tục thời gian dài và được nâng ngạch Chuyên viên chính từ tháng 1 năm 2015. Ông là Chi ủy viên Chi bộ Vụ từ tháng 6 năm này, được bổ nhiệm làm Phó Vụ trưởng Vụ Tư pháp vào cùng năm này. Tháng 10 năm 2017, ông được phân công trực tiếp giúp việc Ủy viên Bộ Chính trị, Phó Chủ tịch Thường trực Quốc hội Tòng Thị Phóng, và nhậm chức Thư ký Tòng Thị Phóng từ tháng 2 năm 2019. Ông cũng giữ các vị trí như Phó Chủ tịch Công đoàn bộ phận, Văn phòng Đảng đoàn Quốc hội, Văn phòng Quốc hội trong giai đoạn này.
Năm 2021, Cao Mạnh Linh được Ủy ban Trung ương Mặt trận Tổ quốc Việt Nam, Ủy ban Thường vụ Quốc hội giới thiệu tham gia ứng cử đại biểu quốc hội từ Thanh Hóa, bầu cử ở đơn vị bầu cử số 2 gồm thị xã Bỉm Sơn, các huyện Hà Trung, Nga Sơn, Hậu Lộc, Vĩnh Lộc, Thạch Thành, rồi trúng cử Đại biểu Quốc hội khóa XV với tỷ lệ 89,86%. Ngày 21 tháng 7 năm 2021, ông được phê chuẩn làm Ủy viên chuyên trách Ủy ban Tư pháp của Quốc hội.